# Mollinedia angustata
Mollinedia angustata är en tvåhjärtbladig växtart som beskrevs av Cyrus Longworth Lundell. Mollinedia angustata ingår i släktet Mollinedia och familjen Monimiaceae. Inga underarter finns listade i Catalogue of Life.